# نيلسون بيكيه
نيلسون بيكيه (بالبرتغالية: Nelson Piquet‏) مواليد 17 أغسطس 1952 في ريو دي جانيرو، هو سائق فورملا 1 برازيلي سابق بدأ مسيرته الاحترافية سنة 1978. حائز على بطولة العالم للفورملا 1. كان أول سباق له هو جائزة ألمانيا الكبرى 1978. خاض خلال مسيرته 207 سباقاً فاز في 23 منها.

## سباقات شارك فيها
- لو مان 24 ساعة
- بطولة العالم للسيارات الرياضية
- بطولة فورمولا 3 البريطانية

## بطولات حققها
- بطولة العالم للفورمولا 1
- جائزة كندا الكبرى 1991

## روابط خارجية
- نيلسون بيكيه على موقع IMDb (الإنجليزية)
- نيلسون بيكيه على موقع الموسوعة البريطانية (الإنجليزية)
- نيلسون بيكيه على موقع قاعدة بيانات الفيلم (الإنجليزية)
- نيلسون بيكيه على موقع Racing-Reference.info (الإنجليزية)
- نيلسون بيكيه على موقع DriverDB.com (الإنجليزية)